# أل إيكيرت
أل إيكيرت (بالإنجليزية: Al Eckert)‏ هو لاعب كرة قاعدة أمريكي، ولد في 17 مايو 1906 في ميلواكي في الولايات المتحدة، وتوفي في 20 أبريل 1974.